# Wim Van Utrecht
Wim Van Utrecht est un auteur sceptique belge néerlandophone qui s'est intéressé au phénomène ovni. Il a travaillé particulièrement sur la photo de Petit-Rechain qu'il a tenté de reproduire avec des moyens mécaniques. 

## Publications
- (en) « The Belgian 1989-1990 UFO wave », in UFO 1947-1997 edited by Hilary Evans and Dennis Stacy, John Brown Publ., London, 1997.
- (en) « Unidentified Aerial Object photographed near Zwischbergen, Switzerland, on July 26, 1975 - A Case Analysis », coécrit avec Frits Van der Veldt, CAELESTIA, Antwerpen, 1994.
- (en) « Triangles over Belgium – A case of Uforia ? », Privately printed: Antwerpen, 1992.